# Manín
Aníbal Cabanzón Martínez (Santander, Cantabria, 5 de septiembre de 1915 - ib., 13 de mayo de 1987), más conocido como Manín, fue futbolista español que jugaba en la demarcación de centrocampista.

## Biografía
Manín debutó en 1939 a la edad de veinticuatro años con el Real Racing Club de Santander en un partido contra el Hércules C. F. el 3 de diciembre con un resultado de 3-1 a favor del equipo alicantino, equipo en el que permaneció durante una temporada, temporada en la que el club bajó a Segunda División. Tras el descenso el jugador fue fichado por el Atlético Aviación, permaneciendo un total de tres temporadas en el club colchonero, en el que llegó a ganar la Liga en la temporada 1940/41 y la Copa de Campeones de España en la misma temporada. Posteriormente el 7 de marzo de 1943 se retiró del fútbol en un partido contra el R. C. Deportivo de La Coruña con un resultado de 1-2 a favor del equipo coruñés.
Falleció el 13 de mayo de 1987 en Santander a la edad de 71 años.

## Clubes
| Club                          | País   | Año       | Partidos | Goles |
| ----------------------------- | ------ | --------- | -------- | ----- |
| Real Racing Club de Santander | España | 1939-1940 | 16       | 3     |
| Club Atlético Aviación        | España | 1940-1943 | 39       | 13    |

## Palmarés
- Primera División de España (Club Atlético de Madrid, 1940/41).
- Copa de Campeones de España (Club Atlético de Madrid, 1940).